# (202421) 2005 UQ513
(202421) 2005 UQ513 è un oggetto minore del sistema solare. Si tratta di un oggetto transnettuniano con una magnitudine assoluta di 3,4, quindi di notevoli dimensioni, tanto che è candidato a diventare pianeta nano.
Non ha ancora un nome proprio ed è noto tramite la sua designazione provvisoria. All'inizio del nome si trova il numero progressivo che ha ricevuto nell'elenco generale degli asteroidi.

## Classificazione
Il Minor Planet Center (MPC) lo ha classificato come un oggetto classico della fascia di Kuiper mentre il Deep Ecliptic Survey (DES) lo ha classificato come un oggetto del disco diffuso.

## Osservazioni
È stato osservato 51 volte in 9 opposizioni e la prima immagine risale al 1990.

## Distanza
2005 UQ513 è al momento a 48,7 AU dal sole e il prossimo passaggio al perielio avverrà nel febbraio del 2124.